# Ocypodidae
Famille
Les Ocypodidae sont une famille de crabes de plage. 
Elle comprend au moins 115 espèces.
Elle a été créée par Constantine Samuel Rafinesque (1783-1840) en 1815.

## Liste des genres
Selon World Register of Marine Species (5 avril 2018) :
- sous-famille Gelasiminae Miers, 1886
  - genre Austruca Bott, 1973
  - genre Cranuca Beinlich & von Hagen, 2006
  - genre Gelasimus Latreille, 1817
  - genre Leptuca Bott, 1973
  - genre Minuca Bott, 1954
  - genre Paraleptuca Bott, 1973
  - genre Petruca Shih, Ng & Christy, 2015
  - genre Tubuca Bott, 1973
  - genre Xeruca Shih, 2015
- sous-famille Ocypodinae Rafinesque, 1815
  - genre Ocypode Weber, 1795
- sous-famille Ucidinae Števčić, 2005
  - genre Ucides Rathbun, 1897
- sous-famille Ucinae Dana, 1851
  - genre Afruca Crane, 1975
  - genre Uca Leach, 1814

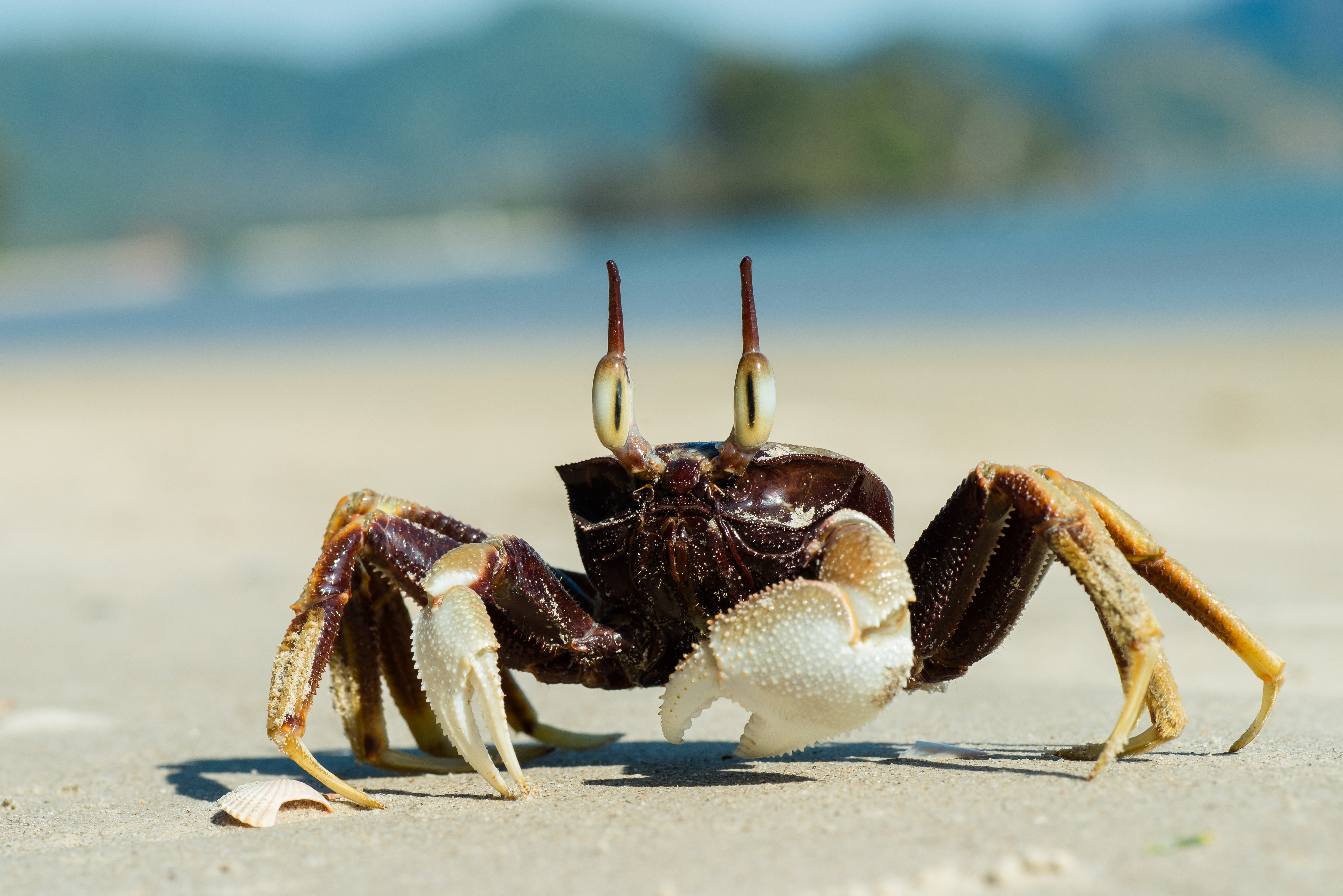
Ocypode ceratophthalma
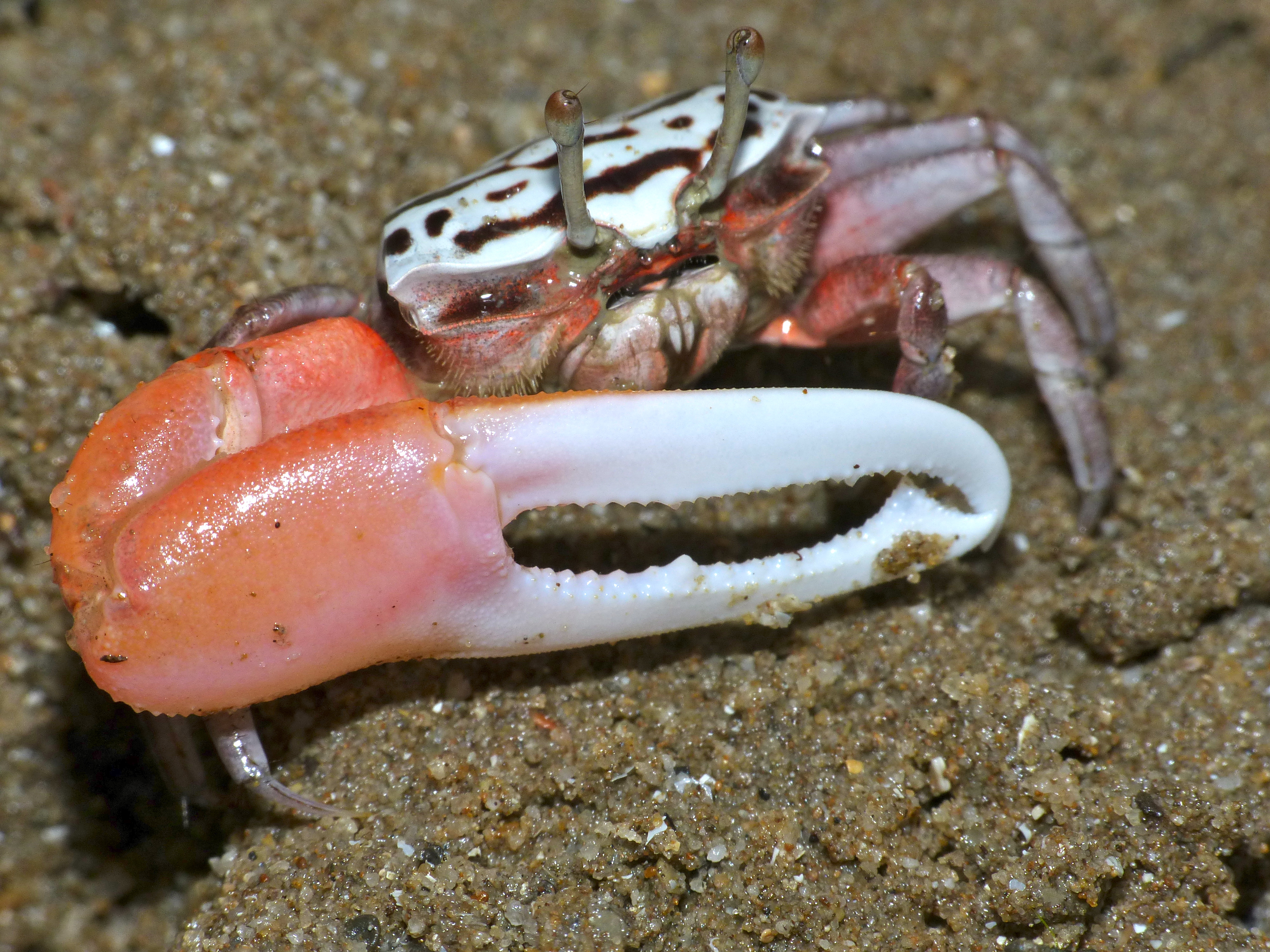
Uca annulipes

## Référence
- Rafinesque, 1815 : Analyse de la Nature, ou Tableau de l’Univers et des Corps Organisés. p. 1-224.

## Sources
- Ng, Guinot & Davie, 2008 : Systema Brachyurorum: Part I. An annotated checklist of extant brachyuran crabs of the world. Raffles Bulletin of Zoology Supplement, n. 17 p. 1–286.